# Barra da Tijuca
Barra da Tijuca (aproximativ banc de nisip a mlaștinei), deseori prescurtat Barra, este un cartier (bairro) din Rio de Janeiro, Brazilia. Se află în zona de est (Zona Oeste) a orașului, pe coasta Oceanului Atlantic. Este delimitat la nord de Jacarepaguá, la vest de Pedra Branca și la est de Tijuca. Înconjurat de lagune și de munte, este cunoscut pentru mall-urile și plajele sale. S-a dezvoltat începând cu anii 1970 conform principilor urbanistice moderniste, sub îndrumarea arhitectului Lúcio Costa, cu străzi largi și clădiri înalte, care i-au adus porecla „Miami din Rio”.
Barra va găzdui majoritatea locurilor de desfășurare ale Jocurilor Olimpice de vară din 2016 și ale Jocurilor Paralimpice din același an, inclusiv Satul Olimpic, Parcul Olimpic din Barra și Riocentro.

## Legături externe
- en  es  fr  pt  Venues map: Barra Arhivat în 5 februarie 2016, la Wayback Machine. pe rio2016.com